# Gryllapterus tomentosus
Gryllapterus tomentosus är en insektsart som beskrevs av Bolívar, I. 1912. Gryllapterus tomentosus ingår i släktet Gryllapterus och familjen syrsor. Inga underarter finns listade i Catalogue of Life.
Arten förekommer endemisk i en liten region på Silhouette Island som ingår i Seychellerna. Den upptäcktes på öns topp mellan 450 och 500 meter över havet. Exemplaren lever i lövskiktet av en fuktig skog.
Introducerade växter som äkta kanel medför att skogen blir torrare. Utbredningsomrdet är ungefär 5 km² stort. IUCN listar arten som akut hotad (CR).